# Reinhold Dolin
Reinhold Dolin (* 27. Januar 1938 in Kirchseeon, Deutschland; † 20. November 2006 in München) war ein deutsch-österreichischer Violinist. Während seines Lebens perfektionierte er das Spiel mit dem Rundbogen. Dolin ist ebenfalls Erfinder der Kinn- und Schulterhalter Dolin für Geige und Bratsche.

## Leben
Reinhold Dolin wurde 1938 als viertes Kind von Ludwig Dolin und Frida Dolin, geborene Longin, in Kirchseeon geboren. Bereits im Alter von neun Jahren erhielt Dolin seinen ersten Geigenunterricht bei Margarete Keller und wechselte später zu Herma Studeney, einer Schülerin von Otakar Ševčík. Mit Mozarts Kleiner Nachtmusik und dem Doppelkonzert für zwei Violinen von Johann Sebastian Bach trat er bereits mit elf Jahren erstmals öffentlich auf. Neben dem Gymnasium besuchte er als Gastschüler das Städtische Konservatorium München . 
Nach dem Abitur nahm Dolin das Studium mehrerer Sprachen sowie der Pädagogik an der Ludwig-Maximilians-Universität München auf und schloss es in Berlin ab.
Bereits als Student war Dolin Konzertmeister und Solist bei den „Ottobeurer Sommerfestwochen“; diese Position hatte er sechs Jahre lang inne.
Nach dem Studium war Reinhold Dolin bei diversen Orchestern engagiert. 
Sein Weg führte ihn ans Städtische Orchester Innsbruck, die königlich-flämische Philharmonie in Antwerpen, das Nationaltheater Mannheim und die Deutsche Oper Berlin. 
Außerdem bildete er sich solistisch weiter. Dolin war Schüler des Solobratschers Ludwig Ackermann, von Friedrich Mestler in Prag (1965), beim Konzertmeister van de Velde in Antwerpen (1966), von Justius Ringelberg in Mannheim (1967–1972) und Michael Goldstein in Moskau (1968–1979). 
1970 war Reinhold Dolin einziger Vertreter der Bundesrepublik Deutschland beim Internationalen Sibelius-Violinwettbewerb in Helsinki.
1981 wurde Reinhold Dolin zum 1. Konzertmeister des Bodensee-Symphonie-Orchesters Konstanz berufen, wechselte aber bereits nach einer Spielzeit 1982 an das Teatro Massimo in Palermo. Konzertreisen und Soloauftritte in den USA, der Sowjetunion, China und Japan folgten. 
Ab 1988 konzentrierte sich Reinhold Dolin verstärkt auf sein Solospiel, seine wissenschaftliche Arbeit und unterrichtete Privatschüler.
In regelmäßigen Abständen war er weiterhin für das Symphonieorchester des Bayerischen Rundfunks tätig.

## Karitative Tätigkeit
1993 kam Dolin auf Einladung des künstlerischen Leiters der Philharmonie von Lwiw zu einer Vortragsreihe in die Ukraine. Vor Studenten und Professoren der Musikhochschule hielt er Vorträge über das Spiel mit dem Rundbogen. 
Diese Reise veränderte Dolins Leben nachhaltig, denn in der Ukraine kam er mit Opfern der Katastrophe von Tschernobyl in Kontakt. Von diesem Zeitpunkt an kümmerte sich Dolin bis zu seinem Tod intensiv um Hilfskonvois in die Ukraine, unterstützte Familien mit musikalischen Kindern und unterrichtet diese u. a. im Geigenspiel. 
Ebenfalls half Dolin ukrainischen Opfern des Nationalsozialismus, Entschädigungen von Deutschland zu erhalten.

## Wissenschaftliche Arbeit
Zeitlebens beschäftigte sich Dolin ebenfalls mit wissenschaftlicher Arbeit rund um das Geigenspiel.

### Rundbogen
Da für ihn die Wiedergabe der Sonaten und Partiten für Violine von Johann Sebastian Bach, Johann Georg Pisendel und Georg Philipp Telemann mit dem geraden Bogen unbefriedigend blieb, beschäftigte er sich mit den Fragen der Aufführungspraxis und nahm hierfür den so genannten Rundbogen in sein Spiel mit auf.
Dabei stellte er folgende Thesen auf:
Der Behauptung, der Rundbogen sei eine Erfindung des 20. Jahrhunderts, trat er entschieden entgegen. So sei etwa 1000 Jahre bereits der Rundbogen allgemein im Gebrauch, bis dann 1790, gerade wegen der störenden Mehrstimmigkeit (Bordunspiel), der moderne Bogen von François Tourte entwickelt wurde. „Doch werden noch bis heute Rundbogen-Arten in der Volksmusik verwendet“, so Dolin in einem von ihm verfassten Exposé an die Hochschule für Musik in München. In Indien, Polen und auf dem Balkan komme in vielen Regionen dieser Rundbogen zum Einsatz. In Skandinavien werde beispielsweise die Schlüsselharfe mit dem Rundbogen gespielt.
Dolin weiter: „Zu beachten ist, dass es beim Rundbogen zeitliche Überlappungen und Übergangs- und Mischformen gegeben hat (Frosch-Arten, Krümmung der Stange). Sogar nach Tourte benutzten beispielsweise Leopold Mozart und Nicolò Paganini, wenn man den überlieferten Abbildungen trauen darf, einen Rundbogen. Dieser hatte aber wohl bereits einen Zacken- oder Schraubenfrosch. Die Haare waren also nicht mit dem Daumen zu bewegen, erlaubten aber noch durchgehendes, dreistimmiges Spiel wie in Paganinis Caprice Nr. 20; diese Stelle ist mit dem modernen, geraden Bogen nicht ausführbar.“
Reinhold Dolin ließ, um diese Stelle perfekt spielen zu können, den Paganini-Bogen, einen Rundbogen mit Schraubenfrosch und mäßiger Krümmung, nachbauen. Dieser erlaubte ihm nun ein gerade noch dreistimmiges, aber nicht mehr recht vierstimmiges Spiel. Stricharten wie Ricochet (Caprice No. 1) und Spiccatto waren möglich, allerdings noch kein sehr schnelles Sautillé und Détaché. 
Dolin zog für sich daraus eine musikalische Schlussfolgerung, beispielsweise für die Violinwerke Wolfgang Amadeus Mozarts: „Da die springenden und Détaché-Stricharten mit dem quasi-Rundbogen unbequem auszuführen waren, wurde viel mehr Legato gespielt“.
Für die Solosonaten von Johann Sebastian Bach sah Dolin nach seinen Studien musikalische Vorteile:
- durchklingende, ungebrochene Akkorde, besonders reizvoll bei Dissonanzen
- richtige Stimmführung, beispielsweise bei Bachs Fuge in C-Dur, Takt 56–59
- verschiedene Klangfarben möglich

Über seine Erkenntnisse über den Rundbogen hielt Dolin an verschiedenen Hochschulen und Konservatorien, beispielsweise in Graz, Colmar, Zürich oder Mannheim Vorträge und untermauerte 1988 anhand von Musikbeispielen im ORF seine Theorien.

### Violintechnik und -unterricht
Reinhold Dolin beschäftigte sich seit den 1970er-Jahren ausführlich mit Violintechnik, -didaktik und -pädagogik und verglich die verschiedenen Geigen-Schulen Böhmens, Ungarns, Deutschlands, Belgiens, Russlands, Italiens und Frankreichs untereinander. Dabei kam er zu dem Schluss: Die Violinausbildung sei unwissenschaftlich, engstirnig, einseitig. Oft werde nur gelehrt, wie schon der Lehrer des Lehrers gelehrt hatte, so Dolin zusammenfassend in einem Essay. Reinhold Dolin entwickelte deswegen in seinem Unterricht eine neue Form, das Violinspiel zu vermitteln. Mitte der 1970er Jahre belegte er noch einige Semester Medizin an der Universität Graz, um auch die Erkenntnisse der Sportmedizin – Bewegungskoordination, Trainingsarten, Ernährung – in seine Violinschule einzubauen. Gepaart mit seinem Wissen aus der Pädagogik, der Psychologie, der Musikgeschichte und des Instrumentenbaus, vermittelt er so seinen Schülern ein ganzheitliches Erlernen des Violinspiels.

### Kinn- und Schulterhalter
Wie viele Geiger hatte auch Reinhold Dolin immer wieder Schwierigkeiten beim Halten des Instruments. Seiner Meinung nach konnte die verkrampfte Haltung die ganze Spieltechnik beeinträchtigen. Nach jahrelangen Studien und Versuchen entwickelte Dolin Mitte der 1980er Jahre einen Kinnhalter, der 1986 auf den Markt kam. Dieser Kinnhalter ermöglichte eine bequemere und lockere Spielweise.
1995 meldete Dolin seinen Schulterhalter zum Patent an.